# Poušťomil
Poušťomil (Atraphaxis) je rod víceletých keřů z čeledi rdesnovité. Zahrnuje 41 druhů a je rozšířen v jihovýchodní a východní Evropě a Asii.
Rostliny se vyskytují zejména ve stepních a pouštních oblastech.

## Historie
Název atraphaxis použil Pedanius Dioscorides v 1. století n. l. Rostlina byla používána jako krmivo pro skot.[zdroj⁠?!]

## Popis
Keře jsou beztrné, nebo trnité, vysoké 30 - 50 cm jen výjimečně 2m , většinou hodně rozvětvené už od země. Kůra je hnědá nebo šedá, šupinatá. Výhonky prodloužené a zkrácené, často končí ostnem. Listy drobné, střídavé, vejčité až okrouhlé. Květy drobné, bílé nebo narůžovělé, oboupohlavní. Vyžadují propustnou suchou půdu a výsluní. Vhodné k pěstování jako skalnička

## Zástupci
- poušťomil Billardierův (Atraphaxis billardieri)
- poušťomil hruškolistý (Atraphaxis pyrifolia)
- poušťomil kavkazský (Atraphaxis caucasica)
- poušťomil keřovitý (Atraphaxis frutescens)
- poušťomil trnitý (Atraphaxis frutescens)[2][3]